# The Newsroom (Série de TV Canadense)
The Newsroom é uma série de televisão canadense do gênero comédia dramática, produzida pela CBC Television entre os anos de 1996-97, 2003, 2004 e 2005. Inspirado pela série americana The Larry Sanders Show, a comédia fala sobre os bastidores de uma estação de TV.

## Elenco
- George Findlay (Ken Finkleman)
- Jim Walcott (Peter Keleghan
- Karen Mitchell (Karen Hines)

## Participações especiais
A série inclui participações de David Cronenberg, Rick Salutin, Bob Rae, Hugh Segal, Naomi Klein, Daniel Richler, Angelo Mosca, Linda McQuaig, Cynthia Dale, Noam Chomsky e Atom Egoyan.

## Prêmios
Emmy Internacional
- 2005 Melhor Série de Comédia[2]

Gemini Awards
- 2005 Melhor Roteiro em Comédia para Ken Finkleman - (Pelo episódio "Baghdad Bound")
- 1997-98 Melhor Diretor em Comédia para Ken Finkleman (Pelo episódio "Meltdown", Part 3)
- 1997-98 Melhor Atriz em Comédia para Jeremy Hotz, Ken Finkleman, Mark Farrell, Peter Keleghan e Tanya Allen (Pelo episódio "The Campaign")
- 1997-98 Melhor Fotografia para Joan Hutton
- 1997-98 Melhor Edição de Imagem em Comédia para Allan Novak
- 1997-98 Melhor Roteiro em Comédia para Ken Finkleman (Pelo episódio "The Campaign")